# Arturo Igoroin Sanjurjo
Arturo Igoroin Sanjurjo, més conegut com a Sívori, és un futbolista basc, nascut a Vitòria el 14 de setembre de 1976. Ocupa la posició de davanter.

## Trajectòria
Es va formar al planter del Deportivo Alavés. Després de destacar dos anys amb l'Alavés B, debuta amb el primer equip en un encontre de Segona Divisió de la campanya 96/97. A l'any següent puja al planter, tot convertint-se en un dels puntals dels vitorians durant dues temporades, en les quals hi marcaria 11 gols en 74 partits.
La seua progressió possibilita el fitxatge per l'Athletic Club, però només hi disputaria 13 partits de la temporada 99/00, els únics de la seua carrera a primera divisió.
A l'any següent recala al Córdoba CF. A l'equip andalús hi qualla una discreta temporada abans d'incorporar-se al CD Leganés el 2001. Al conjunt madrileny passa altres dues campanyes a Segona Divisió, alternant la titularitat i la suplència.
A partir de la temporada 03/04, el davanter va romandre durant cinc anys sota la disciplina del FC Cartagena. La temporada 08/08, fitxa per un altre murcià, l'Águilas CF.